# Zeribet El Oued
Zeribet El Oued est une commune de la wilaya de Biskra en Algérie.